# Malika Kishino
Malika Kishino (岸野 末利加?, Kishino Malika; Kyoto, 16 luglio 1971) è una compositrice giapponese.

## Biografia
Dopo aver completato nel 1994 gli studi universitari nella città natale alla Dodai in giurisprudenza, si trasferì in Francia nel 1995 per studiare composizione: dapprima al conservatorio "Alfred Cortot" di Parigi con il maestro Yoshihisa Taira, conseguendo il diploma nel 1998, e poi al conservatorio nazionale superiore di musica e danza di Lione con Robert Pascal, diplomandosi nel 2003. Nel biennio 2004-2005 ha studiato computer music all'IRCAM di Parigi con Philippe Leroux. Nel 2006 si è trasferita a Colonia.
Nel 2001 ha vinto la settantesima edizione del Japan Music competition, nel 2006 le è stato assegnato il primo premio del GRAME e orchestra contemporanea di Lione. Nel 2024 le è stato riconosciuto il premio Villa Massimo.

## Stile compositivo
Le composizioni di Kishino si incentrano sulla musica elettronica anche nelle esibizioni dal vivo e riprendono la tradizione musicale giapponese solo limitatamente al rapporto tra azione e inazione, anche quando usa strumenti tradizionali giapponesi come il koto. Nelle sue opere vi è sovente una commistione con effetti ottici, come ad esempio i riflessi di luce, per sottolineare l'importanza della percezione.

## Opere

### Composizioni per coro
- Satsuki (2000) - per coro misto, due trombe, trombone e due percussionisti. Basato su una poesia di Murō Saisei.
- Lo mes d’abrièu s’es en anat (2005) - per dodici voci femminili, coro di voci bianche e suoni elettronici. Basato su una canzone popolare dell'Ardèche.
- Ichimai-Kishohmon (2011) - per coro misto, voci di sacerdoti buddisti, sho, hichiriki, koto a 20 corde, percussioni, trio d'archi. In occasione del'800° anniversario di Hōnen-shohnin.
- Inori (2011) - per coro misto. Basato su una poesia di Rabindranath Tagore.
- Dialogue Invisible  (2012) - per 9 voci femminili. Basato su una poesia di Florence Delay.
- Chant  (2015) - per coro e orchestra. Basato su una poesia di Rabindranath Tagore.

### Composizioni per voce
- Battement (2003) - per baritono e pianoforte. Basato su una poesia di Jacques Roubaud.
- Hila – Hila to… (2009)-  per controtenore e sette musicisti. Basato su un haiku di Masaoka Shiki.
- Miraiken kara (2012) - per voce nō e flauto contralto. Basato su una poesia di Kenji Miyazawa.

### Musica strumentale
- Danse automnale de feuilles vermeilles (1997) - per pianoforte
- Epure (1998–99) - per quartetto d'archi
- Astral (2001) - per flauto, chitarra, pianoforte, violino e violoncello
- Du Firmament (2001–02) - per orchestra
- Scintillation (2002) - per pianoforte e clavicembalo. Basato su quattro haiku di Masaoka Shiki.
- Danse du Zephyre (2002–03) - per 17 musicisti
- Epanouissement (2003) - per violoncello
- Epanouissement II (2004) - per flauto e arpa
- Himmelsleiter (2006) - per flauto contralto, clarinetto basso, tromba, pianoforte, violino e violoncello
- Seventeen Steps (2006) - per flauto contralto, violino, koto basso e pianoforte
- Koi Hanètè… (2006) - per pianoforte. Basato su un haiku di Shiki Masaoka.
- Himmelwärts / Vers le ciel (2006) - per flauto, percussioni, violino, viola e violoncello
- Himmelwärts II / Vers Le Ciel II (2007) - per flauto, percussioni e sedici archi
- Erwachen (2007) - per flauto dolce, koto basso e batteria
- Halo (2007) -  per due clarinetti
- Fluxus ac Refluxus (2008) - per orchestra, diviso in 7 gruppi
- Erwachen II (2008) - per flauto basso, koto basso e batteria
- Aqua Vitae II  (2010) - per flauto contralto, clarinetto basso, batteria, violino e violoncello
- Vague des Passions  (2010) - per marimba e vibrafono
- Monochromer Garten I (2011) - per fisarmonica e violoncello
- Monochromer Garten II (2011) - per clarinetto basso, sassofono baritono e trombone
- Monochromer Garten III (2011) - per timpani
- Monochromer Garten IV (2012) - per Koto a 30 corde
- Monochromer Garten V (2012) - per Koto
- Concerto pour Koto (2013) - per Koto e orchestra
- Zur Tiefe (2013) - per orchestra
- Lamento (2013) - per due violini. Basato su una canzone popolare di Fukushima
- Himmelsleiter II (2006- rev.2013) - per flauto contralto, clarinetto basso, tromba, arpa, violino e violoncello
- Stratus – Altocumulus – Cirrus (2014) - per flauto contralto, clarinetto basso, tromba, arpa, violino e violoncello
- Lamento (2014) - per violino e viola. Basato su una canzone popolare di Fukushima
- Monochromer Garten VI (2015) - per viola, dedicato a Vincent Royer
- Chant (2015) - per coro e orchestra. Basato su una poesia di Rabindranath Tagore.
- Heliodor (Geschenk der Sonne) (2015) - per trombone e ensemble
- Monochromer Garten VII (2015) per flauto dolce e percussioni

### Musica strumentale con elettronica
- Irisation Aquatique (2002) - per clarinetto basso, pianoforte, violoncello e suoni elettronici
- Eclosion (2005) - per arpa ed elettronica live a nove canali
- Abstentia (2007) - per ballerini ed elettronica
- Lebensfunke (2007) - per grancassa ed elettronica
- Rayons Crépusculaires (2007–08) - per grancassa, grande ensemble in tre gruppi ed elettronica dal vivo a otto canali
- Aqua vitae (2008) - per due pianoforti, due percussionisti (acqua) ed elettronica dal vivo a otto canali
- Qualia (2009) - per basso koto e live elettronica a dieci canali
- Lebensfunke II (2009) - per grancassa ed elettronica dal vivo a otto canali